# A Celebration (U2)
A Celebration è un brano musicale del gruppo rock irlandese U2, pubblicato come singolo fra l'uscita degli album October e War nel 1982. È probabilmente più conosciuta per il suo Lato B Trash, Trampoline and the Party Girl (o più semplicemente Party Girl), che è diventata nel corso degli anni uno dei brani più apprezzati dal pubblico. Il gruppo ha tuttavia dichiarato di non amare particolarmente A Celebration, ed infatti il brano è sistematicamente assente dai vari greatest hits pubblicati dagli U2 nel corso degli anni. Il video fu girato all'interno della ex Prigione Kilmainham Gaol a Dublino.

## Tracce
Testi e musiche di Bono.
1. A Celebration – 2:57
2. Trash, Trampoline and the Party Girl – 2:32

## Classifiche
| Classifica (1982) | Posizione |
| ----------------- | --------- |
| Regno Unito       | 47        |